# بولنت چتیناسلان
بولنت چتیناسلان (ترکی استانبولی: Bülent Çetinaslan؛ زادهٔ ۲۵ مهٔ ۱۹۷۴) هنرپیشه اهل ترکیه است. او با حضور در فیلم بچه‌های آخر کلاس شناخته شد.